# 萨尔姆巴克
萨尔姆巴克（法語：Salmbach，发音：[salmbak] 或 [salmbax]）是法国下莱茵省的一个市镇，属于阿格诺-维桑堡区和维桑堡县（Wissembourg）。该市镇总面积8.91平方公里，2009年时的人口为588人。

## 人口
萨尔姆巴克人口变化图示